# Joan Mellado Triviño
Joan Mellado Triviño (ur. 9 października 1968) – hiszpański szachista, reprezentant Andory od 2007 do ?, reprezentant Hiszpanii, mistrz międzynarodowy od 1993 roku.

## Kariera szachowa
W 1988 r. zdobył tytuł mistrza Katalonii juniorów. W latach 1991 i 1992 zwyciężył w otwartych turniejach w Mollerussie, w 1992 – w kołowym turnieju w Barcelonie, a w 1995 – w openie w Balaguerze. Również w 1995 r. podzielił II m. w Saragossie (za Mihai Șubą, wspólnie z Bogdanem Laliciem). W 1999 r. zajął II m. w Maladze (za Olegiem Korniejewem), podzielił II m. w Montcadzie (za Olegiem Korniejewem, wspólnie z m.in. Atanasem Kolewem i Davidem Garcią Ilundainem) oraz zwyciężył (wspólnie z Silvinio Garcia Martinezem i Carlosem Matamorosem Franco) w Mancha Real. W 2000 r. podzielił I m. (wspólnie z m.in. Stuartem Conquestem, Roberto Cifuentesem Paradą, Almirą Skripczenko i Zenonem Franco Ocamposem) w kolejnym turnieju open w Pampelunie. W 2002 r. podzielił II m. (za Azerem Mirzojewem) w Banyoles, a w 2004 r. powtórzył ten wynik w Binissalem (za Fernando Peraltą) oraz Sant Llorenç des Cardassar (za Ibragimem Chamrakułowem, wspólnie z m.in. Pontusem Carlssonem).
Wielokrotnie startował w finałach indywidualnych mistrzostw Hiszpanii, najlepszy wynik uzyskując w 2000 r. w Barcelonie, gdzie wspólnie z m.in. Javierem Moreno Carnero, Oscarem de la Riva Aguado i Marcem Narciso Dublanem podzielił I-VII m. W 2008 r. zdobył złoty medal w mistrzostwach Andory.
Najwyższy ranking w karierze osiągnął 1 stycznia 2000 r., z wynikiem 2493 punkty zajmował wówczas 12. miejsce wśród hiszpańskich szachistów.